# Neuvy (Marne)
Neuvy ist eine französische Gemeinde mit 272 Einwohnern (Stand: 1. Januar 2022) im Département Marne in der Region Grand Est (vor 2016 Champagne-Ardenne). Sie gehört zum Arrondissement Épernay und zum Kanton Sézanne-Brie et Champagne.

## Geografie
Neuvy liegt etwa 80 Kilometer östlich des Pariser Stadtzentrums. Umgeben wird Neuvy von den Nachbargemeinden Joiselle im Norden, Champguyon im Nordosten, Esternay im Osten und Südosten, Courgivaux im Süden, Saint-Martin-du-Boschet im Westen und Südwesten sowie Réveillon im Westen.

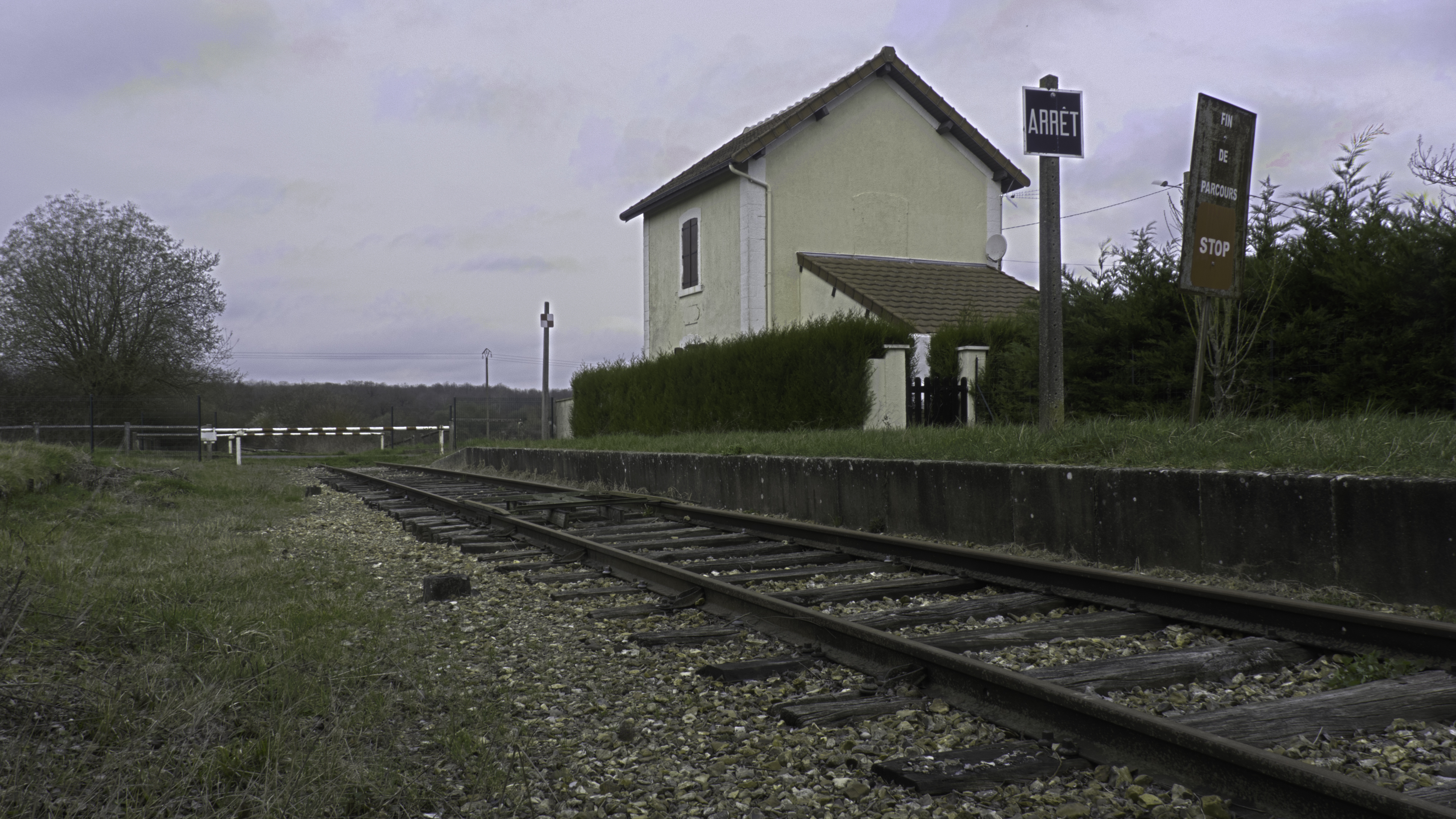
Bahnhaltepunkt Neuvy

## Bevölkerungsentwicklung
| Jahr                       | 1962 | 1968 | 1975 | 1982 | 1990 | 1999 | 2006 | 2011 | 2018 |
| -------------------------- | ---- | ---- | ---- | ---- | ---- | ---- | ---- | ---- | ---- |
| Einwohner                  | 213  | 192  | 174  | 108  | 151  | 158  | 204  | 228  | 265  |
| Quellen: Cassini und INSEE |      |      |      |      |      |      |      |      |      |

## Sehenswürdigkeiten
- Kirche Saint-Remi aus dem 13. Jahrhundert
- Schloss Nogentel
- Burgruine Prés aus dem 15. Jahrhundert

## Persönlichkeiten
- François Henri (1903–1980), Radrennfahrer